# Michelle Carterová
 Michele Carterová (* 12. října 1985 San José) je americká sportovkyně, atletka, závodnice ve vrhu koulí, olympijská vítězka z roku 2016.

## Sportovní kariéra
V roce 2008 startovala na olympiádě v Pekingu, kde skončila v soutěži koulařek patnáctá. O rok později obsadila na světovém šampionátu v Berlíně šesté místo. V sezóně 2012 vybojovala na halovém mistrovství světa třetí místo, na olympiádě v Londýně skončila pátá.
Další roky přinesly zlepšení – na mistrovství světa v Moskvě v roce 2013 obsadila čtvrté místo, v Pekingu v roce 2015 získala bronzovou medaili. Nejúspěšnější sezónou se pro ni stal zatím rok 2016 – v březnu se stala v Portlandu halovou mistryní světa ve vrhu koulí, v srpnu pak olympijskou vítězkou v této disciplíně v Rio de Janieru. Na světovém šampionátu v Londýně v roce 2017 skončila v soutěži koulařek třetí.

## Osobní rekordy
- hala – 20,21 m (2016)
- venku – 20,63 m (2016)